# Cnemidocarpa javensis
Cnemidocarpa javensis är en sjöpungsart som beskrevs av C.S. Millar 1975. Cnemidocarpa javensis ingår i släktet Cnemidocarpa och familjen Styelidae. Inga underarter finns listade i Catalogue of Life.